# Comme des rois (film, 2018)
Pour le film de 1997, voir Comme des rois (film, 1997).
Pour plus de détails, voir Fiche technique et Distribution.
Comme des rois est un film français réalisé par Xabi Molia, sorti en 2018.

## Synopsis
Escroc à la petite semaine, Joseph Peretti ne travaille bien qu'en association avec son fils Micka. L'ennui c'est que ce dernier est de plus en plus réticent : il est las de se faire traiter comme un moins que rien par son paternel et ne rêve que d'une chose, devenir acteur. Oui mais voilà, l'argent ne coule pas à flot chez les Peretti. Les médiocres bénéfices des entourloupes montées par Joseph n'y suffiront pas. D'autant qu'avec une fille célibataire enceinte, une grand-mère à charge, une femme qui ne travaille pas et un propriétaire qui veut récupérer ses loyers - et le fait bien sentir, les lendemains ne chantent guère.

## Fiche technique
- Titre original : Comme des rois
- Réalisation : Xabi Molia
- Scénario : Xabi Molia et Frédéric Chansel
- Photographie : Martin de Chabaneix
- Musique : Lullatone
- Décors : Pascale Consigny
- Montage : Thomas Marchand
- Son : Arnaud Trochu
- Production :  Christie Molia, Marielle Duigou
- Sociétés de production : Moteur S'il Vous Plaît, Fin Août Productions, Janine Films, France 3 cinéma ; SOFICA : LBPI 10
- Société de distribution : Haut et Court (France)
- Pays de production :  France
- Genre : comédie dramatique
- Durée : 84 minutes
- Date de sortie :
  - France : 2 mai 2018

## Distribution
- Kad Merad : Joseph Peretti, un petit escroc qui peine à faire vivre sa famille
- Kacey Mottet-Klein : Micka Peretti, son fils et complice malgré lui, qui rêve de devenir acteur
- Sylvie Testud : Val Peretti, la femme de Joseph
- Lucie Bourdeu : Léa, une fille des beaux quartiers qui flashe sur Micka
- Tiphaine Daviot : Stella Peretti, la sœur de Micka, mère célibataire enceinte de son deuxième enfant
- Jenny Bellay : Giulia, la grand-mère de Micka et Stella
- Inedson Ndoumbouk Da Cruz Fortes : Marlon, le petit-fils de Joseph et Val
- Marc Bodnar : Marek
- Amir El Kacem : Medhi, le meilleur ami de Micka
- Paulette Frantz : Mme Mannarino
- Nicky Marbot : Michel Le Tallec, le propriétaire de Joseph
- Saïd Benchnafa : Karim, l'exécuteur des basses œuvres de Le Tallec
- Clément Clavel : Stéphane, organisateur d'un trafic de métaux, qui épouse Stella